# Normale mensen
Normale mensen is een humoristisch panel- en spelprogramma geproduceerd door Alaska TV en uitgezonden op Eén in het najaar van 2014. Het programma wordt gepresenteerd door Adriaan Van den Hoof. In Normale mensen moet de BV's aantonen dat ze ondanks hun beroemd zijn toch normaal zijn gebleven. Aan de hand van verschillende spelletjes en vragen moeten ze proberen zo hoog mogelijk te scoren op de "Schaal van normaliteit".

## Uitzendingen
| #  | Team 1                                 | Team 2                              | Uitzenddatum      |
| -- | -------------------------------------- | ----------------------------------- | ----------------- |
| 1  | Marcel Vanthilt - Evi Hanssen          | Christoff - Bart Peeters            | 2 september 2014  |
| 2  | Showbizz Bart - Stijn Van de Voorde    | Ruth Beeckmans - Jan Matthys        | 9 september 2014  |
| 3  | Henk Rijckaert - Kate Ryan             | William Boeva - Maaike Cafmeyer     | 16 september 2014 |
| 4  | Bert Huysentruyt - Lisa Smolders       | Nico Sturm - Christophe Deborsu     | 23 september 2014 |
| 5  | Sylvia Van Driessche - Siska Schoeters | Tomas De Soete - Jelle De Beule     | 30 september 2014 |
| 6  | Tine Embrechts - Bart De Pauw          | Tom Lenaerts - Bart Cannaerts       | 7 oktober 2014    |
| 7  | Walter Grootaers - Gerty Christoffels  | Kurt Van Eeghem - Jacques Vermeire  | 14 oktober 2014   |
| 8  | Nathalie Meskens - Marleen Merckx      | Carry Goossens - Axl Peleman        | 21 oktober 2014   |
| 9  | Jef Neve - Pat Krimson                 | Rob Vanoudenhoven - Sam Gooris      | 28 oktober 2014   |
| 10 | Véronique De Kock - Annelien Coorevits | Erik Van Looy - Herman Brusselmans  | 4 november 2014   |
| 11 | Marc Coucke - Kamagurka                | Sven De Ridder - Sven De Leijer     | 11 november 2014  |
| 12 | Otto-Jan Ham - Steven Van Herreweghe   | Hilde De Baerdemaeker - Liesa Naert | 18 november 2014  |